# Hapona paihia
Hapona paihia är en spindelart som beskrevs av Forster 1970. Hapona paihia ingår i släktet Hapona och familjen Desidae. Inga underarter finns listade i Catalogue of Life.